# Курелех, Валерий Юрьевич
Вале́рий Ю́рьевич Куреле́х (укр. Валерій Юрійович Курелєх; род. 12 августа 1991, Кременчуг, Полтавская область) — украинский футболист, защитник.

## Ранние годы
Воспитанник кременчугского футбола. Первый тренер — Владимир Коновальчук. По собственным словам, во время обучения ничем особым не выделялся, но последние несколько лет перед выпуском начал изредка прогуливать школу и тренироваться самостоятельно, работая над своими недостатками. После этого на футболиста обратил внимание главный тренер «Кремня» Сергей Свистун.

## Клубная карьера
В шестнадцатилетнем возрасте подписал «детский» контракт с «Кремнём». Во второй лиге дебютировал 10 августа 2008 года в игре с запорожским «Металлургом-2». С сезона 2009/10 годов футболист стал основным игроком кременчугской команды.
В начале 2010 года Сергей Свистун порекомендовал Курелеха в «Ворсклу». Четыре сезона футболист играл в молодёжной команде полтавчан. В Премьер-лиге сыграл единственный раз 1 декабря 2012 года в матче против «Карпат», когда команду вкачестве исполняющего обязанности главного тренера возглавлял Сергей Свистун. Курелех вышел на поле после перерыва, заменив Евгения Селина. Войдя в игру, сразу же получил жёлтую карточку за фол против Ксенза, а на 72 минуте после прострела Степана Гирского проиграл борьбу Александру Гладкому, после чего тот сделал счёт 0:2. После матча Сергей Свистун оценил действия игрока фразой «сыграл, считаю, неплохо».
После перехода Свистуна в «Кремень», с ним в Кременчуг перебрались Бурдейный, Вовкодав, Курелех, Бацула, Ченбай и Кунев. В этой команде Валерий Курелех в сезоне 2013/14 сыграл 11 матчей.

## Вне футбола
В декабре 2012 года в качестве модели принимал участие в этапе конкурса красоты «Королева Полтавщины».